# Campet-et-Lamolère
Campet-et-Lamolère är en kommun i departementet Landes i regionen Nouvelle-Aquitaine i sydvästra Frankrike. Kommunen ligger i kantonen Mont-de-Marsan-Nord som tillhör arrondissementet Mont-de-Marsan. År 2022 hade Campet-et-Lamolère 518 invånare.

## Befolkningsutveckling
Antalet invånare i kommunen Campet-et-Lamolère
Referens:INSEE